# 나이토 게이스케
나이토 게이스케(일본어: 内藤 圭佑, 1987년 8월 11일 ~ )는 일본의 전 축구 선수이다.

## 구단 경력
그는 2010년부터 2017년까지 J리그의 카탈레 도야마, 더스파구사쓰 군마, FC 마치다 젤비아, 도쿄 베르디에서 활동하였다.